# 비가역과정
비가역과정이란 열역학용어로, 가역적이지 않은 과정, 즉 이전상태에서 현재상태가 되었을 때 다시 이전상태로 돌아갈수 없는 경우를 말한다.

## 열역학
열역학은 물질의 변화 과정을 다루는 학문이고, 그 과정에서 여러 가지 물리량의 변화를 따진다. 열역학은 이상적인 과정을 따를 수도 있으나 실제적으로는 비이상적인 경로를 따른다. 이때의 경로를 열역학적 용어로 열역학 과정이라 정의하며, 열역학 과정에는 가역 과정과 비가역 과정이 있다.

## 예제
피스톤을 어떤 부피에서 절반으로 압축시킨다고 생각하자. 이때 "무한소"만큼의 미소량의 질량을 가진 물체를 연속적으로 올려놓는다면 이 피스톤은 가역과정 상의 변화를 겪는다. 즉 가역과정은 연속적이고 이상적인 변화과정을 뜻하며 이 상태를 P-V 그래프로 도시하였을 때 경로를 하나의 연속적인 그래프로 표현할 수 있다.
그러나 미소량의 질량이라는 것은 단지 이론적인 것일 뿐이다.
실제로는 매우 작은 질량의 물체도 어느 정도의 질량을 가지고 있는 것은 사실이다. 이런 점을 감안해서, 약간의 질량을 가진 추를 피스톤위에 한개씩 올려놓는다고 생각하자. 그러면 피스톤은 추를 하나씩 올려놓을 때마다 "급격히" 상태가 변하게 된다. 즉 이는 연속적인 과정으로 이해될 수 없으며, 경로상에도 나타나지 않는다.
따라서 실생활에 문제는 모두 비가역적 문제이다.
1. 상태함수의 성질을 이용하여 문제를 해결하거나
2. 충분히 작은 비가역적 변화로 바꾸어 가역적 변화로 근사할 수 있도록 한다.

## 같이 보기
- 복귀불능지점